# Lerički rajon
Lerički rajon (azerski: Lerik rayonu) je jedan od 66 azerbajdžanskih rajona. Lerički rajon se nalazi na jugoistoku Azerbajdžana na granici s Iranom. Središte rajona je Lerik. Površina Leričkog rajona iznosi 1.080 km². Lerički rajon je prema popisu stanovništva iz 2009. imao 74.522 stanovnika, od čega su 36.851 muškarci, a 37.671 žene.
Lerički rajon se sastoji od 99 općina.